# Schwarzau im Schwarzautal
Schwarzau im Schwarzautal est une ancienne commune autrichienne du district de Leibnitz en Styrie. Elle fusionne avec Wolfsberg im Schwarzautal, Breitenfeld am Tannenriegel, Hainsdorf im Schwarzautal et Mitterlabill fin 2014 pour former Schwarzautal.